# Eustema
Eustema is een geslacht van vlinders van de familie tandvlinders (Notodontidae).

## Soorten
- E. dara Druce, 1894
- E. opaca Schaus, 1922
- E. rapana Jones, 1908
- E. roseilinea Schaus, 1920
- E. sericea Schaus, 1910